# Åke von Zweigbergk
Åke Christenson von Zweigbergk, född den 22 juli 1902 i Stockholm, död där den 16 april 1980, var en svensk ämbetsman,  som särskilt ägnade sig åt patentfrågor och annan immaterialrätt.
von Zweigbergk avlade juris kandidatexamen vid Stockholms högskola 1925. Efter tingstjänstgöring 1926–1928 blev han tillförordnad fiskal i Svea hovrätt 1931. von Zweigbergk blev byrådirektör i Patent- och registreringsverket 1938, byråchef där 1940 samt myndighetens generaldirektör och chef 1958–1967. Han var utgivare av tidskriften Nordiskt immateriellt rättsskydd 1932–1956 och ledamot av dess redaktionskommitté 1957–1975. von Zweigbergk promoverades till juris hedersdoktor i Stockholm 1953. Han utgav arbetet Die neue nordische Patentgesetzgebung (tillsammans med Saul Lewin, 1969). von Zweigbegk blev riddare av Nordstjärneorden 1943, kommendör av andra klassen av samma orden 1955 och kommendör av första klassen 1961.
Åke von Zweigbergk var son till Otto von Zweigbergk och Anna Christenson, gift med Eva Alkman samt far till Martin von Zweigbergk.